# لقطة من فوق الكتف
لقطة من فوق الكتف (بالإنجليزية: Over the shoulder shot)‏ في الأفلام أو الفيديوهات (اختصار:OTS) أو لقطة من المنظور الثالث (بالإنجليزية: Third-person shot)‏ هي لقطة لشيء أو شخص أخدت من منظور أو زاوية كاميرا كتف شخص آخر، يستخدم رأس هذا الشخص والجهة الخلفية من كتفه لتأطير صورة الشيء أو الشخص الذي تشير إليه الكاميرا. هذا النوع من اللقطات شائع بشكل كبير أثناء المحادثة بين شخصيتين، ويتبع عادة لقطة تأسيسية مما يساعد المشاهدين على وضع الشخصيات في مجالها.

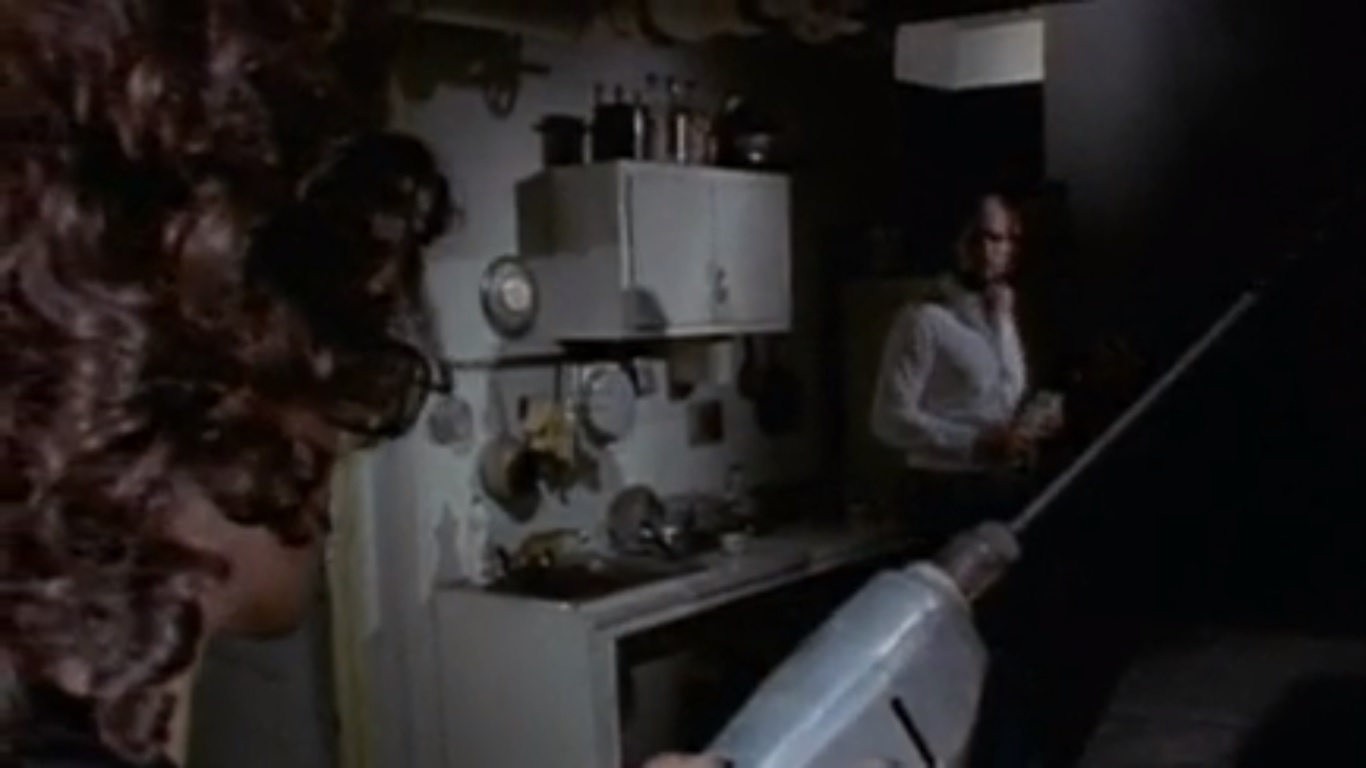
مثال على لقطة من فوق الكتف فيلم الرعب «ذا دريلر كيلر» المتوفر في الملكية العامة، تضع المشاهد في منظور القاتل.